# Nigula naturreservat
Nigula naturreservat (estniska: Nigula looduskaitseala) är ett naturreservat i sydvästra Estland. Det ligger i kommunerna Saarde och Häädemeeste i landskapet Pärnumaa, 160 km söder om huvudstaden Tallinn. Våtmarken Nigula raba ingår i naturrervatet.